# José Ramón Danvila
José Ramón Danvila y Meléndez Valdés (Córdoba 20 de abril de 1947- Madrid 4 de abril de 1997) fue un historiador español, comisario de exposiciones y crítico de arte. Ejerció como crítico de arte en los principales medios nacionales como El Mundo, el ABC, fue corresponsal en el Punto de las Artes y colaboró en diversas revistas especializadas. Fue experto en Arte Contemporáneo y en Arte Barroco.

## Trayectoria profesional
Muy joven se trasladó a Sevilla para realizar los estudios de Medicina, posteriormente se licenció en Ciencias de la Información y en Historia del Arte. Se decantó  por el arte contemporáneo influido por la galerista Juana de Aizpuru de la que fue gran amigo.
Se trasladó a vivir a Madrid pero mantuvo siempre el vínculo con su Andalucía natal y sus amigos andaluces como Pablo Sycet, Julio Juste, Antonio Gómez, Joaquín Sáez con los que asistía cada año a la celebración de la Semana Santa de Sevilla de cuyo tema, como especialista del imaginario del arte barroco, cada año grababa con su cámara de vídeo todas la procesiones de la Semana Santa sevillana, con este material había elaborado un extenso y documentado libro que no pudo concluir por su fallecimiento.
Por deseo propio, su amplísima biblioteca y material de archivo fue donado al Centro Andaluz de Arte Contemporáneo. 
Gran amigo de sus amigos, excelente conversador, de una cultura exquisita, además como buen comedor era un gran cocinero.
Llegó a vivir los inicios de Internet, por lo que fascinado se adentró en el mundo digital con su primer ordenador Mac.

## Publicaciones
Fue responsable de la Gran enciclopedia de Andalucía, y de numerosas presentaciones de libros y textos de catálogos de artistas como de los artistas de la generación de los años 50; Manolo Millares, Manuel Hernández Mompó o Gerardo Rueda. Su especialización sobre este último le condujo a ser el autor del catálogo y comisariar la exposición que se inauguró en el Centro de Arte Museo Reina Sofía en el año 1997. Ni el artista Gerardo Rueda ni el comisario José Ramón Danvíla pudieron asistir a la inauguración porque ambos habían fallecido el año anterior en el intervalo de muy pocos meses. 
Elaboró la memoria de la Feria de Arte Contemporáneo ARCO desde sus inicios y también dirigió y editó la revista de dicho evento durante muchos años. Fundó y dirigió Ediciones del Sur, de obra gráfica donde escribió un gran número de artículos.  Publicó innumerables críticas de arte, textos y presentación de catálogos de artistas, entre otros, Juan Ugalde, José Manuel Ballester, Marisa González, Pablo Sycet, Paloma Navares, Daniel Garbade o Luis Gordillo. Su interés no solo se limitaba a la esfera local, sino al arte internacional por lo que comisarió y escribió catálogos de números artistas como David Hockney.

## Exposiciones comisariadas
Comisarió y organizó las exposiciones de promoción de los artistas andaluces, como Andalucía ante una década (1988) o El sueño de una Andalucía (1989).
Como comisario organizó numerosas muestras más, como 26 pintores, 13 críticos o La última hornada (1983-1985).
La más importante fue la titulada Ecos de la materia. Diálogos de España y Portugal, con artistas de ambos países, que se exhibió en el Museo MEIAC de Badajoz, en 1996. Danvila recopiló un extenso catálogo de la exposición con imágenes de todos los autores.Posteriormente itineró a las Reales Atarazanas de Valencia en el mes de mayo de 1997, pero justo había fallecido un mes antes por lo que no pudo inaugurarla. Esta exposición llevó el mismo título pero se añadió como apéndice "Homenaje a José Ramón Danvila".
En el año 2002, el artista andaluz y amigo de Danvíla, Pablo Sycet, organizó una exposición en el Palacio de la Merced de Córdoba de 48 artistas plásticos para homenajear a Danvila. Los artistas participantes eran amigos y artistas con los que el colaboró mediante críticas o comisariados. Dicha exposición itineró en diferentes lugares del país.